# 하이다이빙

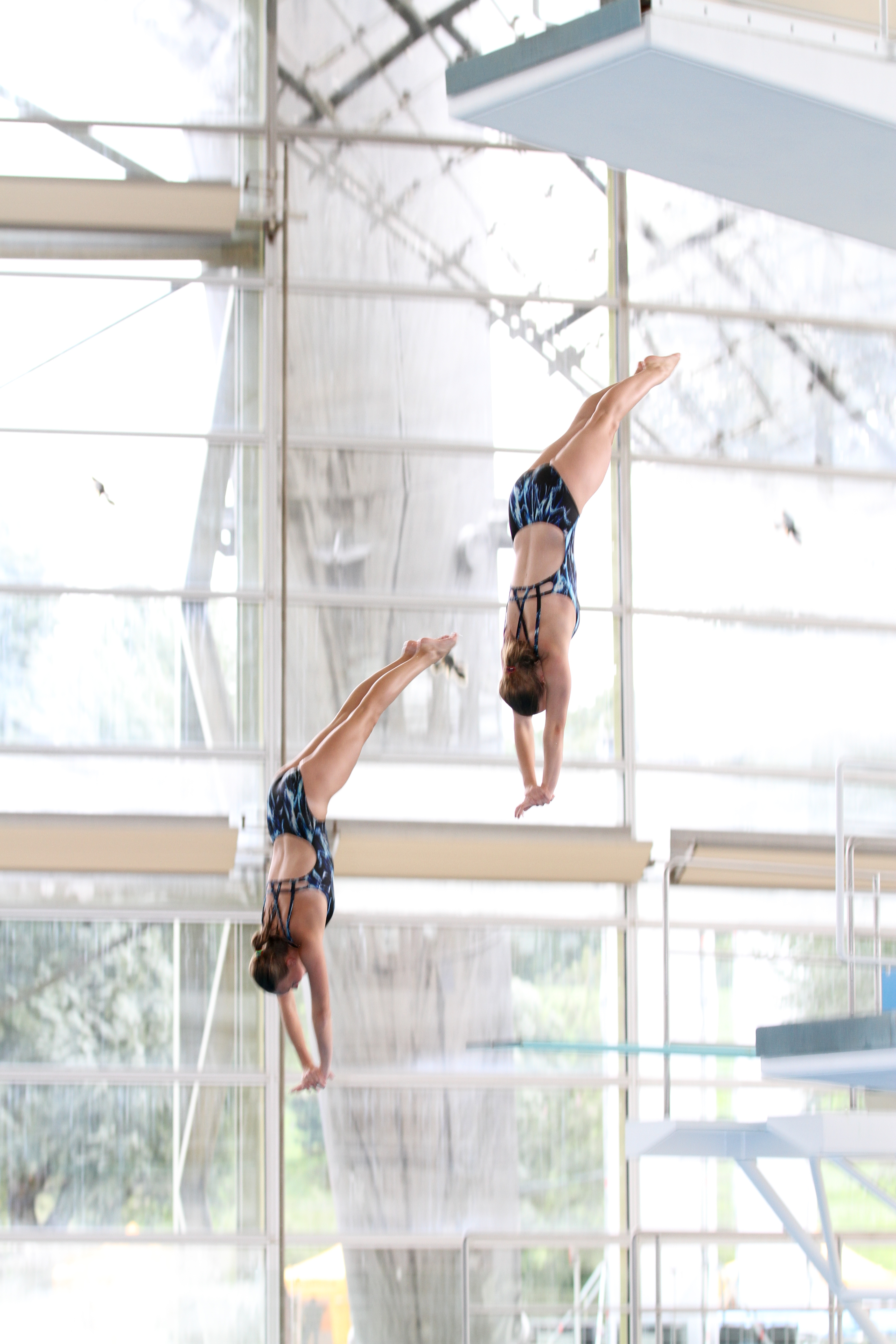
싱크로나이즈드 하이다이빙

하이다이빙(High Diving)은 수영, 그 중에서도 다이빙 종목의 한 종류로서, 일반 다이빙이 1m, 3m, 10m의 스프링보드나 플랫폼에서 점프하여 승부를 겨루는 데 반해 20m, 27m의 플랫폼에서 점프하여 승부를 겨루는 스포츠 종목이다. 대한민국에서는 2019 광주세계수영선수권대회에서 처음 개최되었으며, 조선대학교 경기장에서 열렸다.
하이다이빙은 상대적으로 높은 높이에서 물속으로 다이빙하는 행위이다. 하이 다이빙은 모험 스포츠(절벽 다이빙과 마찬가지로), 퍼포먼스 스턴트(많은 기록 시도와 마찬가지로) 또는 스포츠 경기 중 경쟁적으로 수행될 수 있다.
이 스포츠는 연맹의 종목 목록에 스포츠가 추가된 후 바르셀로나에서 열린 2013년 세계 수영 선수권 대회의 FINA 행사에서 처음으로 선보였다. 세계 선수권 대회에서 남자는 27미터(89피트) 높이의 플랫폼에서 점프하고 여자는 20미터(66피트) 높이의 플랫폼에서 점프한다. 다른 공식 대회에서 남자는 일반적으로 22~27m(72~89피트) 높이에서 다이빙하는 반면, 여자는 18~23m(59~75피트) 높이에서 다이빙한다. 이 스포츠는 선수들이 대회 전까지 실제 환경에서 연습할 수 없는 경우가 많다는 점에서 독특하다. 하이 다이버는 시속 96km(60mph)의 하강 속도를 달성했다.

## 같이 보기
- 세계 수영 연맹